# العر (إب)

تعديل مصدري - تعديل

العر هي إحدى قرى عزلة جبل معود بمديرية إب التابعة لمحافظة إب، بلغ تعداد سكانها 628 نسمة حسب تعداد اليمن لعام 2004.